# Chamobates egenus
Chamobates egenus är en kvalsterart som först beskrevs av Berlese 1910.  Chamobates egenus ingår i släktet Chamobates och familjen Chamobatidae. Inga underarter finns listade i Catalogue of Life.